# Backlash (2020)
Backlash (2020) – gala wrestlingu wyprodukowana przez federację WWE dla zawodników z brandów Raw i SmackDown. Większość walk na gali odbyła się 14 czerwca 2020 w WWE Performance Center w Orlando w stanie Floryda, oprócz walki Edge vs. Randy Orton, która została nagrana 7 czerwca. Emisja była przeprowadzana na żywo za pośrednictwem WWE Network oraz w systemie pay-per-view. Była to piętnasta gala w chronologii cyklu Backlash.
Na gali odbyło się siedem walk, w tym jedna podczas pre-show. W walce wieczoru, Randy Orton pokonał Edge’a w walce określonej przez WWE jako "The Greatest Wrestling Match Ever". W przedostatniej walce Drew McIntyre pokonał Bobby’ego Lashleya broniąc WWE Championship. W innych ważnych walkach, Braun Strowman pokonał The Miza i Johna Morrisona w Handicap matchu i obronił Universal Championship oraz Sheamus pokonał Jeffa Hardy’ego.

## Produkcja
Backlash oferowało walki profesjonalnego wrestlingu z udziałem wrestlerów należących do brandów Raw i SmackDown. Oskryptowane rywalizacje (storyline’y) kreowane są podczas cotygodniowych gal Raw i SmackDown. Wrestlerzy są przedstawieni jako heele (negatywni, źli zawodnicy i najczęściej wrogowie publiki) i face’owie (pozytywni, dobrzy i najczęściej ulubieńcy publiki), którzy rywalizują pomiędzy sobą w seriach walk mających budować napięcie. Kulminacją rywalizacji jest walka wrestlerska lub ich seria.

### Wpływ COVID-19
Backlash został pierwotnie zaplanowany na 14 czerwca 2020 roku w Kansas City w stanie Missouri. Jednak wydarzenie nie zostało ogłoszone ani promowane do 10 maja podczas pay-per-view Money in the Bank; reklama nie zawierała odniesienia do miasta ani miejsca, ale potwierdzała wydarzenie na 14 czerwca. Było to pierwsze wydarzenie WWE, które zostało ogłoszone po rozpoczęciu pandemii COVID-19, która zaczęła wpływać na programowanie WWE w połowie marca. Pandemia zmusiła promocję do przeniesienia większości swoich występów dla Raw i SmackDown bez realnej publiczności w WWE Performance Center w Orlando w stanie Floryda, chociaż pod koniec maja WWE zaczęło wykorzystywać trenerów Performance Center jako publiczność na żywo.
Fightful Select pierwotnie poinformował, że większość walk została nagrana z wyprzedzeniem 7 czerwca, na kilka godzin przed przeniesieniem rekrutów z Performance Center do Full Sail University, aby działać jako widzowie NXT TakeOver: In Your House, który był transmitowany na żywo tej nocy. Jednak dzień później ujawnił to dziennikarz Dave Meltzer, że tylko walka Edge vs. Randy Orton została wcześniej nagrana. Rekruci otrzymali arkusz połączeń o 8:30, który kazał im pracować w obu wydarzeniach do północy 8 czerwca. Reszta karty Backlash została wyemitowana na żywo 14 czerwca.

### Rywalizacje
Na Royal Rumble, WWE Hall of Famer Edge, który został zmuszony do przejścia na emeryturę w kwietniu 2011 roku z powodu kontuzji szyi, powrócił podczas tytułowej walki i wyeliminował swojego starego partnera Tag Team z Rated-RKO, Randy’ego Ortona; Edge został wkrótce wyeliminowany. Feud stał się bardzo osobisty w ciągu następnych kilku tygodni i zakończył się Last Man Standing matchu na WrestleManii 36, gdzie Edge pokonał Ortona. 11 maja na odinku Raw, obaj mężczyźni wystąpili po raz pierwszy po WrestleManii. Orton powiedział, że lepszy zawodnik wygrał na WrestleManii, ale zapytał Edge’a, czy lepszy wrestler rzeczywiście wygrał. Zauważając, że oba Royal Rumble matche i Last Man Standing nie były tradycyjne, Orton wyzwał Edge’a na tradycyjny pojedynek na Backlash; Edge zaakceptował w następnym tygodniu. WWE określiło tę walkę jako "The Greatest Wrestling Match Ever".
11 maja na odcinku Raw, Montel Vontavious Porter (MVP) zbliżył się do Bobby’ego Lashleya na backatage’u i pochwalił go za zwycięstwo z wcześniejszej nocy. Jednak zastanawiał się, dlaczego Lashley walczył z zawodnikiem z mid-cardu, podczas gdy King Corbin został zaproszony ze SmackDown, aby zmierzyć się z WWE Championem Drew McIntyre’em w walce bez tytułu na szali. MVP zauważył, że Lashley nie miał szansy na zdobycie WWE Championship od czasu The Great American Bash w 2007 roku i zapytał, kiedy Lashley pokaże swoje prawdziwe ja. Lashley następnie sprzymierzył się z MVP, co również rozwścieczyło jego storyline’ową żonę, Lanę. W następnym tygodniu Lashley i MVP obserwowali ze stage’u walkę McIntyre’a z Corbinem. Po tym, jak McIntyre pokonał Corbina, McIntyre stwierdził, że chce zmierzyć się z Lashleyem, którego powstrzymywał MVP. 25 maja potwierdzono, że McIntyre będzie bronił WWE Championship przeciwko Lashleyowi na Backlash.
Na gali Money in the Bank, Braun Strowman pokonał Braya Wyatta, aby zachować Universal Championship. 15 maja na SmackDown, Strowman połączył siły z Mr. Money w Bank Otisem, aby pokonać The Miza i Johna Morrisona. W następnym tygodniu Miz i Morrison ostro skrytykowali Strowmana za współpracę z Otisem (z którego się naśmiewali tydzień wcześniej), a następnie stwierdzili, że przegrana w poprzednim tygodniu była niesprawiedliwa. Miz szydził ze Strowmana o jego pojedynku z Wyattem i zapytał, czy Wyatt rzeczywiście skończył ze Strowmanem. Morrison następnie pozornie rzucił wyzwanie, aby Strowman zmierzył się z Mizem, który zaakceptował i pokonał Miza. Po walce Morrison wyzwał Strowmana do obrony Universal Championship przed sobą i Mizem w Handicap matchu na Backlash, który został oficjalnie ogłoszony.
Na Money in the Bank, Asuka wygrała Money in the Bank ladder match kobiet. Następnej nocy na Raw, Raw Women’s Champion Becky Lynch ujawniła, że jest w ciąży i ogłosiła przerwę na urlop macierzyński, a ladder match dotyczył właściwie tytułu, a nie o kontrakt, który zapewniał walkę o mistrzostwo, w ten sposób Asuka została Raw Women’s Championką. 25 maja na Raw, Nia Jax, która również brała udział w ladder matchu, pokonała NXT Women’s Champion Charlotte Flair i Natalyę w Triple Threat matchu, aby zostać pretendentką do walki o Raw Women’s Championship z Asuką na Backlash.

## Wyniki walk
| Nr                                                                   | Wyniki | Stypulacje                                                       | Czas  |
| -------------------------------------------------------------------- | --- | ---------------------------------------------------------------- | ----- |
| 1P                                                                   | Apollo Crews (c) pokonał Andrade (z Angelem Garzą i Zeliną Vegą)                                          | Singles match o WWE United States Championship                   | 7:25  |
| 2                                                                    | Bayley i Sasha Banks (c) pokonały Alexę Bliss i Nikki Cross oraz The IIconics (Billie Kay i Peyton Royce) | Triple Threat Tag Team match o WWE Women’s Tag Team Championship | 8:50  |
| 3                                                                    | Sheamus pokonał Jeffa Hardy’ego                                                                           | Singles match                                                    | 16:50 |
| 4                                                                    | Asuka (c) vs. Nia Jax zakończyło się podwójnym wyliczeniem pozaringowym                                   | Singles match o WWE Raw Women’s Championship                     | 8:25  |
| 5                                                                    | Braun Strowman (c) pokonał The Miza i Johna Morrisona                                                     | 2-on-1 Handicap match o WWE Universal Championship               | 7:20  |
| 6                                                                    | Drew McIntyre (c) pokonał Bobby’ego Lashleya (z MVP)                                                      | Singles match o WWE Championship                                 | 13:15 |
| 7                                                                    | Randy Orton pokonał Edge’a                                                                                | Singles match                                                    | 44:45 |
| (c) – mistrz/mistrzyni przed walkąP – walka miała miejsce w pre-show | |                                                                  |       |